# La 440
«La 440» es el nombre que se le da coloquialmente al sonido que produce una vibración a 440 Hz a 20 °C y sirve como estándar de referencia para afinar la altura musical.
Dada la relevancia musical de este valor numérico, se ha utilizado como parte del nombre de algunos grupos de música como el grupo de artistas que acompañó a Juan Luis Guerra durante los años 80 y 90 (Juan Luis Guerra y La Cuatro Cuarenta) o el grupo de música electrónica Apollo 440.

## Índices acústicos
El «la 440» es la nota la o A que se encuentra cinco teclas blancas a la derecha del do central del piano.
De acuerdo con los diferentes índices acústicos, el «la 440» recibe diferentes nombres:
- la4 (la cuatro) según la notación científica internacional, que se utiliza en todos los países de América, Asia y Europa (excepto en Bélgica y Francia).[2]
- la3 (la tres) según la notación francobelga, que se utiliza en Bélgica, Francia y algunas regiones de España.[3]
- la5 (la cinco) según el índice de Riemann, debido a la modificación que la editorial Labor (de Barcelona) le hizo a su Musik lexikon (1884); se utiliza en México en combinación con la notación científica internacional.

## Historia
En 1936, una conferencia internacional recomendó que el la que se encuentra a la derecha del do central del piano se afinara a 440 Hz.
Este patrón fue tomado por la Organización Internacional de Normalización (ISO) en 1955 (y reafirmado por ellos en 1975) como ISO 16.
Desde entonces ha servido como la frecuencia de sonido de referencia para la afinación de todos los instrumentos musicales (pianos, violines, etc.).
Aunque no siempre fue así.
El diapasón fue inventado en 1711, y hay uno que está asociado con Händel (1685-1759), de 1740, afinado a 422.5 Hz
Otro diapasón, de 1780, está afinado a 409 Hz.
En la British Library (Londres) se conserva un diapasón perteneciente a Beethoven, de alrededor de 1800, afinado a 455.4 Hz.